# Апельт, Фридель
Фри́да А́пельт (нем. Frieda Apelt, урожд. Фрида Анна Шарлотта Раддюнц (Frieda Anna Charlotte Raddünz), в первом браке Фрида Франц, во втором — Фрида Мальтер; 1 ноября 1902, Бреслау — 12 декабря 2001, Фридрихсхаген) — немецкий политик, член КПГ и СЕПГ, профсоюзный деятель. При национал-социалистах участвовала в движении Сопротивления, содержалась в концлагерях.

## Биография
Фрида родилась в семье типографского рабочего, по окончании народной школы выучилась на ткачиху и работала на дому в родном городе. В 1925 году Фрида вышла замуж за шахтёра и коммуниста Адольфа Франца. В том же году Фрида вступила в профсоюз немецких рабочих текстильной промышленности, в 1926 году — в КПГ и в 1929 году стала членом Революционной профсоюзной оппозиции. В 1926—1929 годах Фрида Франц являлась депутатом ландтага провинции Нижней Силезии. Некоторое время входила в состав районного правления КПГ в Вальденбурге. В 1930—1933 годах возглавляла женский отдел в силезском правлении КПГ. В апреле 1932 года была избрана от КПГ в прусский ландтаг, став самой молодой среди депутатов-коммунистов.
После прихода к власти национал-социалистов Фрида Франц перешла на нелегальную работу. В июне 1933 года она была арестована и приговорена к трём годам тюремного заключения за «подготовку к государственной измене». Фрида Франц сначала содержалась в тюрьме Яуэр, затем была переведена в концентрационный лагерь Моринген, а оттуда — в концлагерь Лихтенбург. После освобождения из концлагеря Фрида Франц работала с 1938 года в компании Edeka, а затем, получив дополнительное образование, работала конторской служащей в Бреслау. По условиям освобождения Фрида должна была подать на развод с мужем, который бежал в СССР, где по некоторым данным умер от тифа в 1942 году. 22 августа 1944 года Франц была вновь арестована за нелегальную политическую деятельность и помещена в концентрационный лагерь Равенсбрюк.
В Равенсбрюке Франц работала писцом при коменданте лагеря, а также командировалась на работы за пределами концлагеря, в частности, на заводах Auer в Ораниенбурге и Daimler-Benz в Генсхагене. При эвакуации концентрационного лагеря во время так называемого «марша смерти» 4 мая 1945 года Фриде Франц удалось бежать.
В 1946 году Фрида вышла замуж за Андреаса Мальтера, брак распался спустя три года. После войны Фрида Мальтер работала секретарём по делам женщин при ЦК КПГ и входила в состав Центрального комитета женщин. После слияния СДПГ и КПГ Мальтер стала членом СЕПГ. Она выступила одной из соучредительниц Демократического женского союза Германии и входила в состав его правления в 1948—1955 годах. В 1957—1960 годах являлась членом президиума ДЖСГ. В 1946—1989 годах Мальтер входила в состав правления ОСНП. В 1948—1954 годах Фрида Мальтер являлась депутатом Народной палаты ГДР. В 1950—1951 годах занимала должность секретаря по общегерманской работе. В министерстве труда ГДР Мальтер в 1949—1958 годах работала на должности статс-секретаря и замминистра. С мая 1959 и до 1989 года Мальтер входила в состав Комитета ГДР по правам человека.
С 1947 года Мальтер состояла в Объединении преследуемых нацистским режимом/Союзе антифашистов, а с 1953 года — в Комитете антифашистских борцов сопротивления. В ноябре 1952 года Фрида Мальтер вышла замуж за коммуниста Фрица Апельта. Последние годы жизни Фрида Апельт провела в доме престарелых имени Клары Цеткин во Фридрихсхагене, принимала участие в памятных мероприятиях по случаю 50-й годовщины мемориала в Равенсбрюке и в 1999 году выступала за компенсации бывшим узникам концлагерей, работавшим на Daimler-Benz.